# Ухтанес (католикос)
Ухтанес — 17-й католикос Кавказской Албанской церкви.
Мовсес Каганкатваци описывая столицу Кавказской Албании город Партав уточняет: «в котором пребывал великий князь Востока Джываншер и епископасапет Ухтанес со всеми вельможами».
Патриарх Ухтанес вёл борьбу с, широко распространёнными среди знати Албании, близкородственными браками, что было связано с зороастрийскими обычаями. По сообщениям Моисея Кагангатваци, «вельможи Алуанка осквернились кровосмешением противозаконным» и патриарх Албании Ухтанес «предал проклятию их бесстыдное прелюбодеяние и запретил беззаконные браки, но поскольку они не оставили свои злодеяния, то все они вообще были истреблены и стерты с лица земли».